# Cambaro

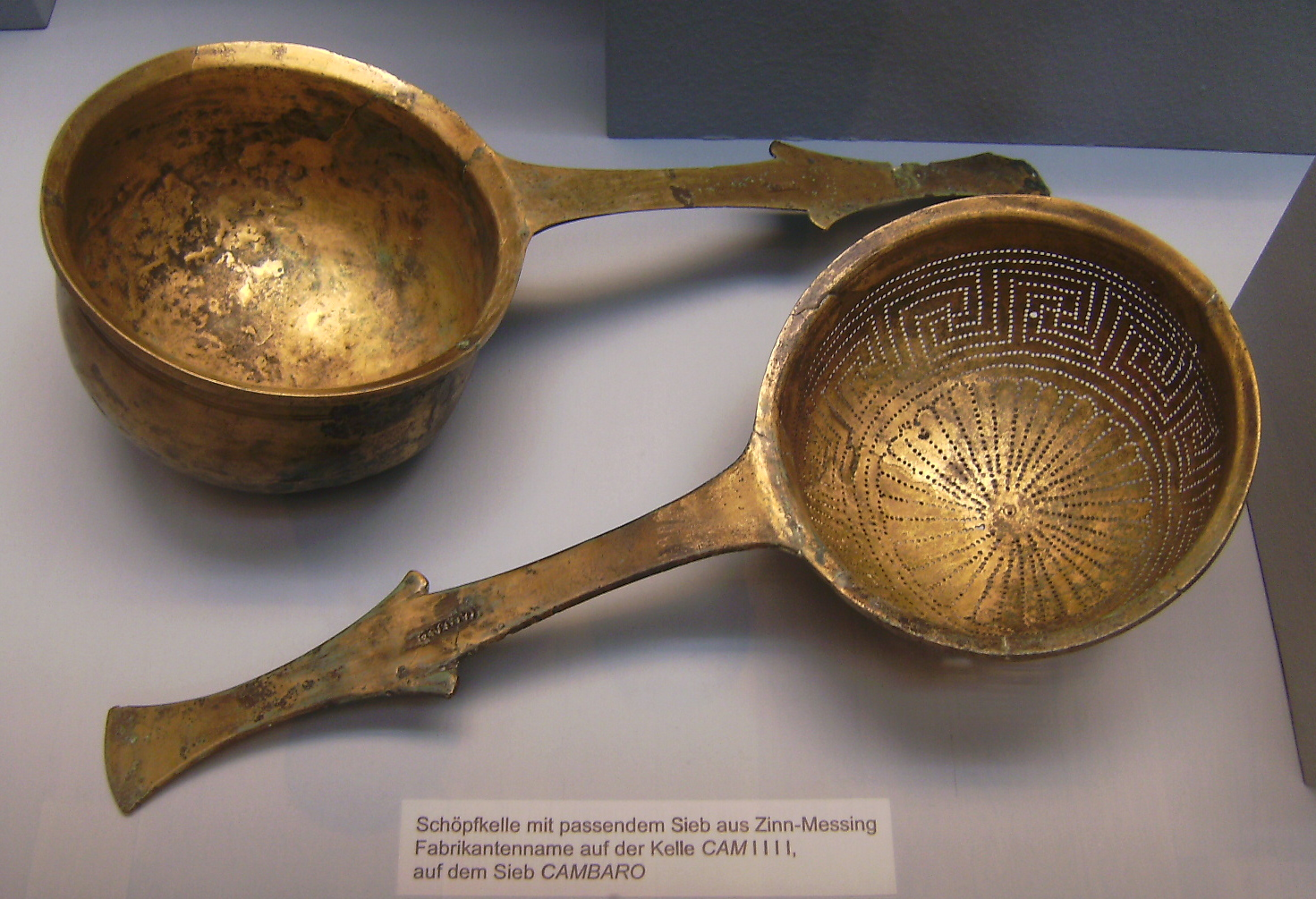
Zusammengehörige Kelle und Sieb in Hannover

Cambaro war ein antiker römischer Toreut (Metallbildner), der im 1. Jahrhundert in Oberitalien oder Niedergermanien tätig war.
Cambaro ist heute nur noch aufgrund von vier Signaturstempeln auf Bronzen bekannt, die in Mittel- und Osteuropa gefunden wurden.  Bei den Stücken handelt es sich um:
1. Bronzekelle, gefunden in Körpergrab Nummer 2 in Marwedel bei Dannenberg; heute im Niedersächsischen Landesmuseum in Hannover.[1]
2. Bronzesieb, gefunden in Körpergrab Nummer 2 in Marwedel bei Dannenberg; heute im Niedersächsischen Landesmuseum in Hannover.[2]
3. Bronzegriff einer Kelle oder eines Siebes[3], gefunden in Abrahám, Slowakei; heute in der Sammlung der Slowakischen Akademie der Wissenschaften in Nitra.[4]
4. Bronzesieb, gefunden in der wahrscheinlichen Brandgrube Nummer 1 in Gledzianówek, Witonia, Woiwodschaft Łódź, Polen; heute im Museum Kam in Nijmegen.[5]

## Einzelbelege
1. ↑  Inventarnummer 105:47; Richard Petrovszky: Studien zu römischen Bronzegefäßen mit Meisterstempeln. Leidorf, Buch am Erlbach 1993, S. 213, Nr. C.02.01.
2. ↑  Inventarnummer 106:47; Richard Petrovszky: Studien zu römischen Bronzegefäßen mit Meisterstempeln. Leidorf, Buch am Erlbach 1993, S. 213, Nr. C.02.02.
3. ↑  Sieb und Kelle sind miteinander verschmolzen. Zu welchem der beiden Stücke die Signatur gehört, ist nicht mehr klar. Möglicherweise sind beide Stücke von Cambaro, dessen Signatur hier nicht ganz sicher ist, gefertigt.
4. ↑  Inventarnummer 473/67; Richard Petrovszky: Studien zu römischen Bronzegefäßen mit Meisterstempeln. Leidorf, Buch am Erlbach 1993, S. 213, Nr. C.02.03.
5. ↑  Inventarnummer II/1934/116; Richard Petrovszky: Studien zu römischen Bronzegefäßen mit Meisterstempeln. Leidorf, Buch am Erlbach 1993, S. 213, Nr. C.02.04.

| Personendaten    | Personendaten                              |
| ---------------- | ------------------------------------------ |
| NAME             | Cambaro                                    |
| KURZBESCHREIBUNG | antiker römischer Toreut                   |
| GEBURTSDATUM     | 1. Jahrhundert v. Chr. oder 1. Jahrhundert |
| STERBEDATUM      | 1. Jahrhundert oder 2. Jahrhundert         |